# Mein kleiner Gockel
Mein kleiner Gockel ist eine US-amerikanische Westernkomödie von Edward F. Cline aus dem Jahr 1940. In den Hauptrollen spielen Mae West und W. C. Fields, die sich ebenfalls für das Drehbuch verantwortlich zeigten.

## Handlung
In den 1880er-Jahren reist die Sängerin Flower Belle Lee, eine Blondine von zweifelhaftem Ruf aus Chicago, zu ihren Verwandten in den Wilden Westen. Unterwegs wird ihre Kutsche von einem maskierten Banditen überfallen, der das in der Kutsche versteckte Gold raubt und Flower Belle Lee entführt. Die Stadt ihrer Verwandten gerät in heller Aufregung über die Entführung, allerdings taucht Belle Lee ein paar Stunden später entspannt und unbeschadet auf und erklärt, sie hätte sich aus einer „engen Stelle“ befreien können. Abends erscheint der maskierte Bandit in ihrem Schlafzimmer und sie küssen sich. Der Besuch des Banditen bei Belle Lee wird von Mrs. Gideon, einer wichtigtuerischen und ständig empörten Dame mittleren Alters, beobachtet, woraufhin Belle Lee sich vor Gericht verantworten muss. Nachdem sie das Gericht beleidigt hat, wird Belle der Stadt verwiesen und muss mit dem Zug abreisen. Sie dürfe die Stadt erst wieder betreten, wenn sie eine respektable Person werde und einen Mann heirate.
Belles Zug nach Greasewood City wird von Indianern angegriffen, wobei sie sich als außergewöhnliche Schützin beweist und alle Indianer vom Pferd schießt. In dem Zug trifft Belle Lee auch den Bauernfänger Cuthbert J. Twillie, der sie sofort attraktiv findet. Belle Lee findet ihn erst interessant, als sie einen Haufen Geld unter seinen Gepäckstücken findet und ihn für reich hält. Amos Budge, ein mit Belle befreundeter Falschgeldspieler, der von allen anderen für einen Pfarrer gehalten wird, verheiratet Belle und Cuthbert Twillie noch während der Zugfahrt miteinander (wodurch nur Belle weiß, dass die Ehe ungültig ist). Als sie jedoch herausfindet, dass Twillie keineswegs reich ist und es sich bei seinem Geld um Spielgeld handelt, lässt sie ihn ein anderes Hotelzimmer in Greasewood einquartieren – seine Versuche, die Ehe zu vollziehen, scheitern allesamt. So legt Belle beispielsweise eine Ziege in ihr Bett, zu der sich Twillie beinahe hinkuschelt.
Greasewood stellt sich als gefährliche Stadt heraus, in der der zwielichtige Jeff Badger mit seiner Bande das Sagen hat. Sheriffs überleben in dieser Stadt, wenn sie Badger gefährlich werden, nur eine kurze Zeit. In einem Saloon gibt Twillie damit an, dass er alleine den Indianerangriff auf den Zug abgewehrt habe (er selber hatte sich allerdings nur mehr komisch als erfolgreich mit Kinderzwillen verteidigt, während Belle den Angriff abgewehrt hatte). Jeff Badger durchschaut Twillies Inkompetenz und übergibt daraufhin ihm die aktuell vakante Stelle des Sheriffs, die Twillie in seiner Eitelkeit nicht abschlägt. Zugleich macht Badger Belle romantische Avancen, ebenso wie der Zeitungsredakteur Wayne Carter, der Greasewood zu mehr Zivilisiertheit bringen und den Mörder der vorherigen Sheriffs enttarnen will. Schließlich taucht auch wieder der maskierte Bandit auf, der sich nachts mit Belle zum Stelldichein trifft, aber seine Maske auch dabei nie ablegt. Während Twillie mehr schlecht als recht seiner Arbeit als Sheriff nachgeht und gelegentlich als Barmann aushilft, vertritt Belle die unter einem Nervenzusammenbruch leidende Lehrerin in der Schule.
Sheriff Twillie versucht die Identität des maskierten Banditen zu enttarnen und dringt dafür als dieser verkleidet in Belles Schlafzimmer ein. Zwar kann er sich einen Kuss abholen, doch daran erkennt Belle, dass es sich bei ihm nicht um den Banditen handelt, und scheucht ihn aus ihrem Zimmer. Auf dem Rückweg wird Twillie in seiner Verkleidung als maskierter Bandit für diesen gehalten und von den Dorfbewohnern ins Gefängnis geworfen, ebenso wie Belle, die seine Unschuld zu beweisen versucht. Durch einen Flirt mit dem Hilfssheriff, der daraufhin unvorsichtig wird, kann Belle aus dem Gefängnis entkommen. Da die Dorfbewohner sich inzwischen daran machen, Twillie zu lynchen, bittet Belle Jeff Badger um Mithilfe und enthüllt die Ungültigkeit ihrer Ehe mit Twillie. Als Badger sie küsst, erkennt sie durch diesen Kuss, dass er der maskierte Bandit ist. Belle schießt Twillie den Strick vom Hals und Badger erscheint vor allen Dorfbewohnern als maskierter Bandit, sodass sie wissen, dass dieser nicht Twillie ist. Der Bandit wirft sein altes Diebesgut in einem Sack in die Menschenmenge, das so viel wert ist, dass die Dorfbewohner davon Greasewood zivilisieren wollen.
Belle lässt am Ende offen, ob sie sich für Badger oder den Zeitungsredakteur Carter entscheidet. Von Twillie verabschiedet sie sich mit den Worten “my little chickadee” in Freundschaft.

## Hintergrund
Beginnend mit der bereits im Dezember 1939 angelaufenen Westernkomödie Der große Bluff (1939) mit Marlene Dietrich und James Stewart gab es im Jahr 1940 eine große Anzahl an komödiantischen Western. Hierzu zählten neben Mein kleiner Gockel auch Go West mit den Marx Brothers und Buck Benny Rides Again mit Jack Benny. Mein kleiner Gockel verwendete viele Filmsets von Der große Bluff, dessen Produktion wenige Wochen zuvor geendet hatte, wieder.
Die Produktion von Mein kleiner Gockel ab Sommer 1939 wurde von viel Presserummel umgeben, da Mae Wests letzte Filmrolle bereits über zwei Jahre zurücklag. Sowohl Fields als auch West kamen von den Vaudeville-Bühnen nach Hollywood und hatten sich ab Anfang der 1930er-Jahre in Hollywood einzigartige Leinwandpersönlichkeiten aufgebaut, die damals als provokant galten: Fields gab oft den misanthrophischen und gesellschaftsverachtenden Trinker, während West in ihren Filmen als alle Männer in ihrer Umgebung anziehendes und beherrschendes Sexsymbol anzügliche Sprüche riss. Beide arbeiteten (wie auch bei ihren Solofilmen) am Drehbuch mit und schlugen beide eine Handlung für das Projekt vor, wobei Wests ursprüngliche Handlungsidee sich gegen die von Fields durchsetzte. Fields soll aber, wie er es bei fast allen seinen anderen Filmen gemacht hatte, seine eigenen Dialoge improvisiert haben, was West wiederum erzürnte. Außerdem war sie enttäuscht, dass sie im Vorspann nicht als alleinige Hauptdarstellerin und Drehbuchautorin genannt wurde, sondern mit Fields zusammen, dessen Trinkerei sie verabscheute. Daher liefen die Dreharbeiten offenbar nicht harmonisch.
Laut einer Anekdote soll Dick Foran, der pro Drehwoche bezahlt wurde, Fields und West am Filmset häufiger erzählt haben, dass der jeweils andere gerade an Szenen arbeite, mit denen er sich in den Mittelpunkt stellen wolle. Da Fields und West dann von sich gegenseitig befürchteten, sich die Show zu stehlen, kam es zu längeren Auseinandersetzungen – durch die die Dreharbeiten länger dauerten und Dick Foran mehr Geld erhielt. Gegen Ende der Dreharbeiten verließ Fields nach einem Streit unzufrieden das Set und kehrte nicht mehr zurück, sodass ein paar Szenen mit einem Double gedreht wurden. Als der Film wiederum die Kinos kam und Fields in vielen Zeitungsrezensionen bessere Kritiken als West erhielt, soll diese beschlossen haben, nie wieder ein Wort mit Fields zu reden.

## Rezeption
Obwohl Fields und West mit ihren markanten Leinwandfiguren und für damals derben Gags den Unwillen konservativer Verbände und Vereinigungen auf sich zogen, entwickelte sich Mein kleiner Gockel zum Kinohit in den USA. Bei einem Budget von rund 625.000 US-Dollar spielte er über zwei Millionen US-Dollar ein. In Europa war der Film erst Jahrzehnte später zu sehen.
Der Filmdienst notiert zu der Komödie: „Turbulente, spritzige Westernparodie mit Paraderollen für Mae West und W.C. Fields, die ein äußerst unterhaltsames Feuerwerk voller frecher Wortwitze und geistreicher Anspielungen auf vorgebliche Tugendhaftigkeit abbrennen.“